# Пружне зіткнення

Пружне зіткнення атомів

Пру́жне зі́ткнення (англ. elastic collision) — зіткнення між частинками, внаслідок якого відбувається обмін тільки їхньою кінетичною енергією. Частинка може зазнавати різних змін внаслідок зіткнення з іншою частинкою. Пружне зіткнення, у молекулярній фізиці, спричиняє прямолінійну зміну траєкторії молекул і відносне збільшення тиску на посудину. Ми можемо побачити пружне зіткнення не тільки на молекулярному рівні, але, наприклад, і в макросвіті. Доливання двох одиниць води у вакуумі при температурі +4°C. 
При непружному зіткненні відбувається не тільки обмін кінетичною, але й внутрішньою енергією частинок.